# محرك تويوتا النوع أ

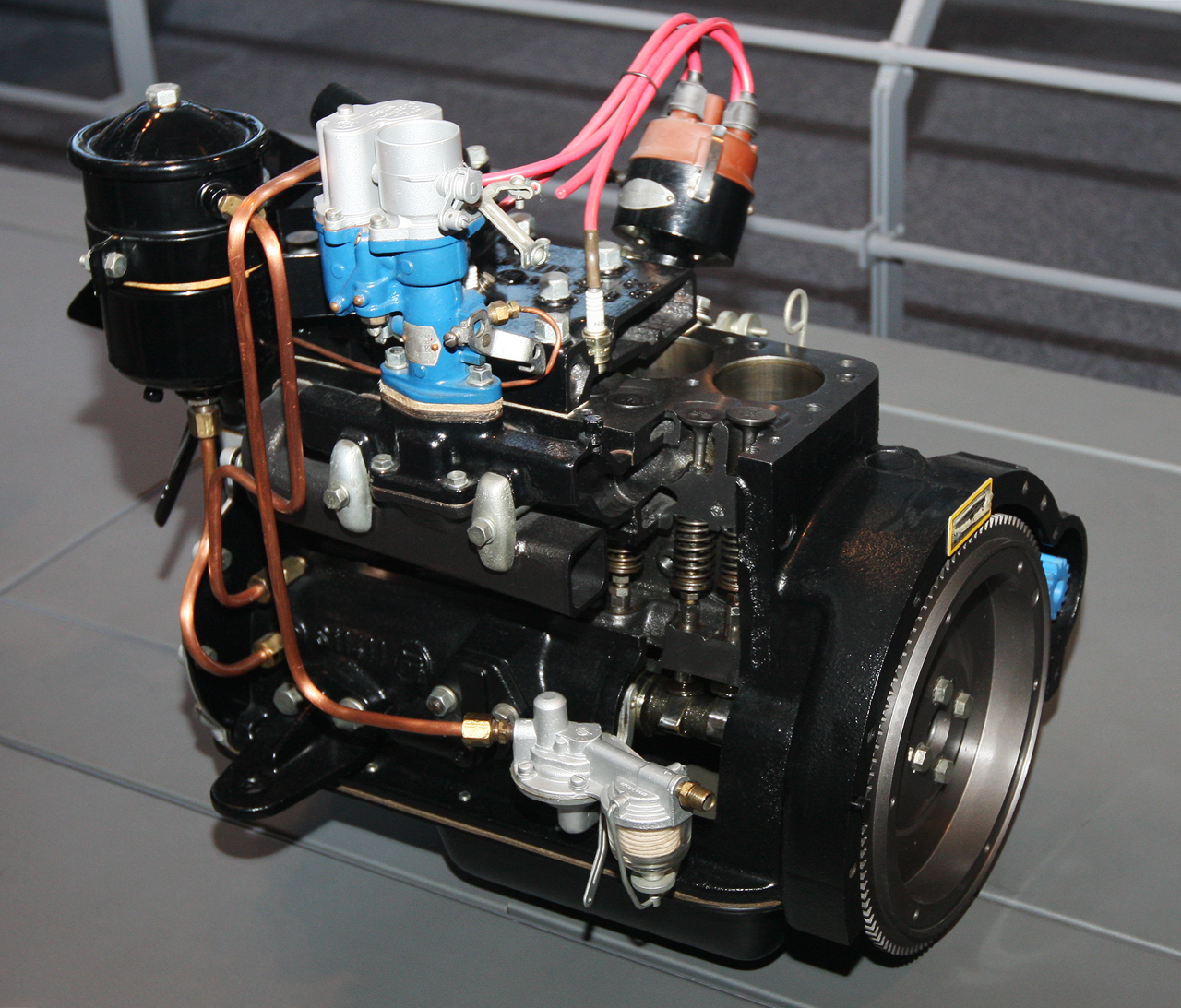

كان المحرك نوع أ عبارة عن محرك سداسي مستقيم تم إنتاجه من عام 1935 وحتى عام 1947 بواسطة شركة تويوتا.
كان النوع ب إصدارًا تقنيًا أكثر تقدماً من النوع أ.
النوع ج عبارة عن محرك رباعي مستقيم مشتق من النوع أ.
كانت العديد من الأجزاء قابلة للتبديل بين محركات النوع أ والنوع ب والنوع ج (مثل المكابس والصمامات والقضبان). العديد من الأجزاء نفسها كانت قابلة للتبادل أيضًا مع محرك شيفروليه ستوفبولت، الذي اشتُق منه.
كان النوع ي نسخة من محرك دي كاي دبليو .
كان النوع س عبارة عن محرك رباعي مستقيم حل محل النوع أ و ب و ج في سيارات الركاب من تويوتا.